# Костелло, Шон
Шон Костелло (англ. Sean Costello; 16 апреля 1979 года, Филадельфия, Пенсильвания, США — 15 апреля 2008 года, Атланта, Джорджия, США) — американский блюзовый гитарист и певец. Номинант Blues Music Awards в номинациях  «Лучший дебют» (2001), «Альбом современного блюза» (2009), «Исполнитель современного блюза» (2009),  «Исторический блюзовый альбом» (2010),. 

## Биография
Шон Костелло родился в Филадельфии в  1979 году. Семья Костелло переехала в Атланту в 1988 году, в это же время получил свою первую гитару. С раннего возраста он был одержим инструментом, посещал Школу исполнительских искусств Северной Атланты . Пристрастился к блюзу, сначала услышав Стиви Рэй Вона, а затем купив альбом Хаулина Вулфа Rockin' Chair Album' В 14 лет юный вундеркинд произвел фурор в магазине гитар в Мемфисе, приняв участие в конкурсе талантов, спонсируемом Beale Street Blues Society, и выиграв его. С 1994 года стал гастролировать в группе Сьюзан Тедески, ещё одной участницей конкурса талантов. 
В 1996 году сформировал свою первую группу, и в шестнадцать лет Костелло записал свой первый альбом Call The Cops (1996), уже по словам историка музыки Тони Рассела «демонстрируя безупречное владение блюзовой гитарой 1950-х годов». В 1998 году записал партии соло-гитары  в альбоме Сьюзан Тедески Just Won't Burn (1998), который разошёлся миллионным тиражом, принесла ему национальную известность. Группа Костелло позже гастролировала в качестве группы поддержки Тедески. Второй альбом Костелло Cuttin' In, вышедший в 2000 году, был номинирован на премию WC Handy Award в номинации «Лучший дебют». Про него писали: «Его [Костелло] игра шокирующе глубока для 20-летнего». Последующий альбом, Moanin' For Molasses, был принят столь же хорошо: «Страстный… отличительный и часто убедительный… вокал Костелло просто потрясающий», — написал журнал Blues Revue Magazine.  
В то время Шон Костелло давал более 300 концертов в год и много гастролировал по Соединенным Штатам и Европе. Его репутация позволила ему уже в 18-летнем возрасте выступать на одной сцене с Би Би Кингом и Бадди Гаем; в дальнейшем он делил сцену с такими музыкантами как например Джеймс Коттон и Хьюберт Самлин. Когда Костелло не гастролировал, он выступал на небольших площадках в Атланте.   Ричард Розенблатт, бывший президент Tone-Cool Records, вспоминал выступления Костелло: 
Как гитарист он был изумителен, но для Шона никогда не демонстрировал чудовищные удары и не поглаживал собственное эго. Его игра всегда соответствовала песне; он работал над тоном и фразировкой, иногда экономя ноты, которые позволяли пустым местам болезненно висеть, казалось, часами. Когда он действительно уходил в случайный сверкающий забег по грифу, он был настоящим канатоходцем, бесстрашно флиртуя с опасностью, прежде чем вернуть все обратно с помощью самой невероятной фразы, которая каким-то образом оказывалась идеальной . 
Оригинальный текст (англ.)As a guitarist he was astounding, but for Sean it was never about showing off monstrous chops or stroking his own ego. His playing always fit the song; he would work the tone and phrasing, sometimes with an economy of notes that let the empty spaces hang achingly for what seemed like hours. When he did take off on the occasional blazing run, he was the ultimate tightrope walker, flirting fearlessly with danger before bringing it all back home with the unlikeliest of phrases that was still, somehow, perfect.
Следующий альбом Sean Costello музыкант записывал с помощью Левона Хелма, чья эклектичность вдохновила Костелло на дальнейшее развитие своих интересов за пределами блюза. Как вспоминал Хелм «он действительно широко раскрылся для меня. Он играл мелодию Чака Берри, затем блюз, затем кантри-мелодию или рок или что-то ещё, и он даже не думал дважды об этом». Альбом отличался эклектичным сет-листом и аранжировками, напоминающими больше мемфисский соул, чем чикагский блюз. Гитара Костелло отошла на второй план по сравнению с его голосом, который к тому времени «приобрёл зазубренность значительной силы». 
В 2007 году Костелло сыграл на гитаре в альбоме-возвращении Нэппи Брауна Long Time Coming, в следующем году выпустил свой последний альбом We Can Get Together. Его игру на гитаре на этой пластинке описывали по-разному: «зажигательная», «обжигающая», «обжигающе горячая». Она принесла Костелло в 2009 году две номинации на премию Blues Music Awards «Альбом современного блюза» , «Исполнитель современного блюза». Хэл Хоровиц из AllMusic описал альбом следующим образом: «Материал настолько сильный, а ансамбль настолько непринуждённый, что ему не нужно отвлекать внимание от песен расширенными соло, на которое он способен. Самое главное, он даёт жирный грув, который вплетается в каждую композицию, связывая их, даже когда стили различаются. Хотя Костелло явно вдохновлен великими блюзменами…здесь он больше склоняется к южному соулу 70-х, року и R&B, обливая эти жанры ведром болотной воды с примесью виски его вокала. Над альбомом густая, тягучая атмосфера, которая нависает, сгущает его содержимое и показывает, что Костелло — потрясающий певец, автор песен и гитарный талант, который только достигает своего пика» . 
Шон Костелло был найден мёртвым в гостиничном номере в Атланте 15 апреля 2008 года, за день до своего 29-летия. На момент смерти он проходил лечение в клинике и был выписан из-за маниакального эпизода. Музыкант не спал три дня, и в день своей смерти он сказал друзьям, что плохо себя чувствует и не может спать. По заключению экспертизы, причиной смерти стала комбинированная наркотическая интоксикация героином, хлордиазепоксидом, эфедрином и амфетамином. Семья Костелло сообщила, что он страдал биполярным расстройством II типа, и основала Мемориальный фонд Шона Костелло для исследований биполярного расстройства. «Сойдя со сцены, где он демонстрировал свои потрясающие таланты в игре на гитаре и пении, Шон Костелло возвращался в одинокие гостиничные номера, где он лечил себя алкоголем и наркотиками — как прописанными, так и запрещёнными — чтобы вынести боль, вызванную депрессивной стороной биполярного расстройства II типа» .
Альбом The Magic Shop, записанный Шоном Костелло в 2005 году, но не вышедший ввиду банкротства лейбла, был выпущен в 2014 году. 
В 2019 году был выпущен альбом-трибьют Don’t Pass Me By: A Tribute to Sean Costello, в записи которого приняли участие например Альберт Кастилья, Уотермелон Слим, Кэндай Кейн, Боб Марголин, North Mississippi Allstars, Дебби Дэвис, Ник Мосс был номинирован в 2020 году на Blues Music Award в номинации «Альбом современного блюза»
Член Зала славы музыки Джорджии (2014). Журнал Blues Blast Magazine, который проводит ежегодную церемонию награждения лучших блюзовых музыкантов, присвоил имя Шона Костелло номинации «Восходящая звезда» (Sean Costello Rising Star Award) 

## Дискография
- Call the Cops (1996)
- Cuttin' In (2000)
- Moanin' for Molasses (2001)
- Sean Costello (2005)
- We Can Get Together (2008)
- Sean's Blues: A Memorial Retrospective (2009)
- At His Best – Live (2011)
- In the Magic Shop (2014)